# 斯维特拉娜·奥尼休克
斯维特拉娜·瓦西里芙娜·奥尼休克（羅馬化：Svitlana Vasylivna Onyshchuk；1984年1月7日—），乌克兰政治人物，自2021年7月8日起担任伊万诺-弗兰科夫斯克州州长。